# Institut supérieur de la magistrature (Tunisie)
Pour les autres articles nationaux ou selon les autres juridictions, voir Institut supérieur de la magistrature.
L'Institut supérieur de la magistrature est un institut public d'enseignement supérieur tunisien qui relève du ministère de la Justice.
Créé par la loi du 11 août 1985, il ne devient fonctionnel qu'avec le décret du 5 décembre 1987.
Il a pour missions principales la formation spécialisée et continue des magistrats ainsi que la formation des greffiers, huissiers de justice, notaires, experts judiciaires et interprètes assermentés.